# Rudolf von Bennigsen (gouverneur)
Pour les articles homonymes, voir Rudolf von Bennigsen et Bennigsen.
Rudolf von Bennigsen, né le 12 mai 1859 au manoir de Bennigsen, près de Springe, et mort le 3 mai 1912 à Berlin, est un haut fonctionnaire colonial de l'époque de l'Empire allemand qui fut gouverneur de la Nouvelle-Guinée allemande.

## Biographie
Rudolf von Bennigsen est le fils du député au Reichstag, Rudolf von Bennigsen (1824-1902). Il appartient à une ancienne famille de l'aristocratie militaire saxonne. Il étudie le droit à l'université de Strasbourg. Il devient ensuite assesseur de gouvernement pour l'Alsace-Lorraine, puis conseiller de district (Landesrat) du cercle de Peine en Prusse.
En janvier 1893, il est nommé directeur du département des finances de la colonie d'Afrique orientale allemande, où il représente également le gouverneur.
Il est nommé, le 1er avril 1899, premier gouverneur de la Nouvelle-Guinée allemande et des protectorats des îles Carolines, l'île de Palau et les îles Mariannes. Il transfère la même année son siège administratif de Friedrichs-Wilhelm-Hafen (Terre de l'Empereur-Guillaume) à Herbertshöhe en Nouvelle-Poméranie (aujourd'hui Nouvelle-Bretagne). Il est chargé d'assurer l'ordre après des émeutes précédentes. Il reçoit Robert Koch pendant son séjour d'études sur la malaria à Herbertshöhe, en juin 1900. Il collecte des animaux et des insectes dont certains sont donnés à la collection de Karl Maria Heller qui les étudie. On ne sait quelles sont les raisons de son remplacement le 10 juillet 1901 par Albert Hahl.
Il rentre en Allemagne et devient éditeur représentant du Kölnischer Zeitung à Berlin de 1904 à 1909. En 1902, il devient membre de la Société coloniale allemande pour le Sud-Ouest africain qu'il préside de 1909 à sa mort et pour le compte de laquelle il voyage dans le Sud-Ouest africain allemand en 1903 et en 1910.
Il meurt prématurément à Berlin, au début du mois de mai 1912 des suites de complications du paludisme qu'il avait contracté lors de son dernier voyage en Afrique.

## Hommages
Genre
- (Carabidae) Bennigsenium (en) W.Horn (1897)

Espèces
- (Buprestidae) Agrilus bennigseni (es) Kerremans (1899)
- (Buprestidae) Lampetis bennigseni (es) Kerremans (1899)
- (Buprestidae) Pseudocastalia bennigseni (ceb) Kraatz (1896)
- (Carabidae) Colpodes bennigseni (nl) Sloane (1907)
- (Carabidae) Dromica bennigseni (nl) W.Horn (1896)
- (Carabidae) Polyrhanis bennigsenia (nl) W.Horn (1901)
- (Cerambycidae) Acalolepta bennigseni (en) Aurivillius (1908)
- (Cerambycidae) Neoplocaederus bennigseni (es) Kolbe (1897)
- (Chrysomelidae) Dicladispa bennigseni (es) Weise (1899)
- (Chrysomelidae) Erythrobapta bennigseni (es) Weise (1902)
- (Chrysomelidae) Notonicea bennigseni (es) Weise (1903)
- (Chrysomelidae) Ootheca bennigseni (es) Weise (1900)
- (Chrysomelidae) Prasyptera bennigseni (es) Weise (1908)
- (Curculionidae) Eupholus bennigseni (ceb) Heller (1908)
- (Scarabaeidae) Ischiopsopha bennigseni (sv) Moser (1906)